# Wickford
Wickford – miasto w Anglii, w hrabstwie Essex, w dystrykcie Basildon. Leży 15 km na południe od miasta Chelmsford i 47 km na wschód od Londynu. W 2001 roku miasto liczyło 30 751 mieszkańców. Wickford jest wspomniana w Domesday Book (1086) jako Wi(n)cfort.